# Мортон, Бернис
Бернис Мортон (англ. Bernice Morton; род. 9 апреля 1969) — сент-китс и невисская легкоатлетка, выступавшая в беге на короткие и средние дистанции. Участница летних Олимпийских игр 1996 года.

## Биография
Бернис Мортон родилась 9 апреля 1969 года.
В 1995 году участвовала в чемпионате мира по лёгкой атлетике в Гётеборге. В беге на 400 метров была дисквалифицирована в четвертьфинале.
В 1996 году вошла в состав сборной Сент-Китса и Невиса на летних Олимпийских играх в Атланте. В эстафете 4х100 метров сборная Сент-Китса и Невиса, за которую также выступали Бернадет Прентис, Элрисия Фрэнсис и Валма Басс, не смогла завершить полуфинальный забег, сойдя с дистанции на четвёртом этапе.